# 斎藤まりな (AV女優)
斎藤 まりな（さいとう まりな、1999年6月18日 - ）は、日本のAV女優。Wish所属。

## 略歴
2020年11月、SODクリエイトの専属女優としてAVデビュー。
2021年3月より専属を離れ企画単体女優となる。

## 人物
東京都出身。
高校生になって女性誌のセックス特集を読み性に目覚め、エッチなことを調べるうちに可愛いAV女優が多くいること知り、元々可愛い女の子を見るのが好きだった事からどんどんハマっていくうちに自分もこの世界に入りたいと思うようになり、AV女優になった。

## 作品

### アダルトDVD
- 涼しい顔してびしょ濡れおめこ 斎藤まりな SOD専属 AVデビュー（11月12日、SODクリエイト）
- いいなり制服美少女 絶対服従 生ハメ中出し性交（12月10日、SODクリエイト）

- 制服美少女と温泉輪姦旅行 盆踊りの練習のはずが町内会のおじさん4人に犯されて、一泊二日でチ●コの形をくっきり覚えた近所の娘（1月8日、SODクリエイト）
- 青春汁まみれ みずみずしくフレッシュな身体から汁、汗、潮、精子が弾け飛ぶ! どっぴゅん12発!! 涼しい顔してびしょ濡れおめこ（2月11日、SODクリエイト）
- 制服美少女を自宅に連れ込みSEX隠し撮り! 一晩中ヤリまくり生ハメお泊り!朝になったら寝起きでおかわり顔射SEX!!（3月26日、赤面女子）
- おっとり隠れビッチ女子●生 ビバ!不純異性交遊（4月2日、SUKESUKE）
- MM号からの脱出 女子大生の友情数珠つなぎ企画 友達を30分以内に電話で呼び出し“身代わり”にして密室から脱出せよ! 制限時間を過ぎたらデカチン即ハメ! 2 イってもやめない激ピストンで友達が来るまで生中出しは終わらない inザ・マジックミラー（4月7日、ディープス）※「めい」名義
- 円女交際 中出しOK18歳 黒髪清楚むっつりドM娘 斎藤まりな（4月7日、パコパコ団とゆかいな仲間たち）
- 自慰露出M娘 言いなり連れまわし快楽072デート（4月8日、SUN）
- 黒髪美少女 奇跡のAV初出演（4月9日、S級素人）※「マリナ」名義
- 近くに親がいるにもかかわらず親戚の僕を誘惑して脳乱させてくる好奇心旺盛なエチエチ姪っ子 2（4月16日、DOC）
- 胸元ゆるゆるノーブラフェラ 〜見えそうで見えない少し見える乳首〜（4月25日、SEX Agent）
- M男主観ハメられ撮り! W小悪魔美少女が男潮吹くまで怒涛のイジリっぱ!!（5月1日、Fitch）
- 逆NTR 「部長…ウチで酔いを醒ましていきますか?」 酔っぱらって部下に逆お持ち帰りされた上司。（5月7日、h.m.p）
- 新発掘! 清楚系美人がドM性 縛られ男の足指を舐めまわしパンツはぐっしょり 卑猥で濃厚に体が絶頂に震える（5月19日、ABC）
- 甘いドS純情メイド「変態ご主人様のオチ○ポ大好きです。」 クズ野郎!ムッツリ二次元大好き野郎!などと辛辣なドSメイドのまりなは、僕を足蹴にしつつもパンツやエッチなカラダを見せつけお世話してくるから大変!素直になれないメイドのマ○コを使ってご奉仕セックス（5月20日、SWITCH）
- 「自分を売る」 〜駆け出しAVマネージャーのあざとい契約獲得術〜（5月25日、SEX Agent）
- 飲ませてくれるち○ぽを探す おしゃぶり大好きごっくんデート 斎藤まりな（6月1日、MOODYZ）
- 「お兄ちゃん… もう許して…」兄に犯され続ける妹 まりな（6月5日、ロリ専科）
- 涙のノンストップ激イカせSEX 9 斎藤まりな（6月25日、セレブの友）
- 親友との電話越しから、妻の鼻歌が聞こえてきた…。 斎藤まりな（6月25日、マドンナ）
- 乳首責め顔面騎乗手コキという絶頂無双の三点責め（6月25日、SEX Agent）
- 真面目で純真な少女の悩み事「先生おしえてください」 まりなちゃん（6月26日、JUMP）
- むちむちデカ尻 神ブルマ 斎藤まりな（7月8日、親父の個撮）
- 黒髪美少女は純真華憐/斎藤まりな（7月16日、メディアアーツ）
- 私の乳首を焦らして、触って、舐めて、つねって 斎藤まりな（8月1日、S-Cute）
- 「お前の教え子と俺の教え子どっちの尻が感度高くて気持ちイイか交換しようぜ」 イカセ合い桃尻スワップ（交換）で二人が崩れ堕ちるまで爆裂バックピストン中出し 斎藤まりな 高山すず（8月1日、ワンズファクトリー）
- 個人風俗店始めました! 貴方の願望何でも叶えます。～お気の済むまで風俗三昧! もっと近くで私を見つめて!  斎藤まりな（8月13日、セレブの友）
- 体操服姿でたっぷりご奉仕! お口・手・素股・尻コキがとにかく気持ちいいブルマぶっかけコレクション 美少女10人 豪華完全撮卸4時間（8月13日、無垢）
- 田舎に遊びに来た姪っ子J系を手とり足とり露出調教。羞恥悦楽の虜になり「私の恥ずかしい姿、目に焼き付けて」と哀願してきたので… 斎藤まりな（8月19日、山と空）
- 娘に喰わせてもらってます。 斎藤まりな（9月3日、ワープエンタテインメント）
- 極小ハイレグ水着deバイブオナニー 2（9月9日、RADIX）
- 美女たちの足裏をふやけるまで舐めたい! 6 ランニングシューズ編（9月9日、RADIX）
- ヒロイン完コス陥落地獄 サバイブピンク 斎藤まりな（9月10日、GIGA）
- 完全主観 優等生痴女美少女の誘惑性交 斎藤まりな（9月14日、宇宙企画）
- 特典映像付き マゾギャル職業愛人 斎藤まりな（9月21日、ドグマ）
- 「オチンチン大きくなっちゃったから一緒にオナニーしよっか!?」 広告を見て小遣い欲しさでやって来た女の子に行っていた暴走行為 2  8名収録（9月25日、JUMP）
- スーパーヒロイン絶体絶命!! Vol.84 美少女戦士セーラーアーレス 斎藤まりな（10月8日、GIGA）
- 家出女子●生を拾う。僕だけの性処理玩具として育てていく。Vol.001（11月16日、ゾクゾク娘）
- エロ尻アナル見せ騎乗位 2（12月21日、アロマ企画）
- フルバックパンティをセルフ強制Tバックでぐいぐい食い込ませイク姿を見せつけるお姉さま（12月21日、アロマ企画）

- 職場で足フェチがバレてしまい女性部下の脚奴隷として何度も射精させられる Vol.3（1月4日、アロマ企画）
- 可愛すぎる会社の部下と相部屋ホテルでひたすら朝まで、不倫SEXに明け暮れた飲み会終わりの一夜。斎藤まりな（1月11日、宇宙企画）
- 【完全主観】即尺即ハメOK美少女メイドと排卵日子作りエッチしよっ Vol.003（1月11日、BAZOOKA）
- 女子○生全身女体図鑑 第三号（1月18日、アロマ企画）
- 変態オヤジに弄ばれる高嶺の花 斎藤まりな（2月8日、ILLEGAL）
- オジサン。私のカラダで気持ちよくなってね。（3月22日、SEX Agent）
- 想像できない誰にも見せられない有名私立女子●生の本性丸出しナマ交尾 13（5月10日、宇宙企画）
- 止められない快楽と愛液、背徳感と羞恥が興奮と欲情に変わる瞬間。～服従編～（7月26日、ホームルーム）

### VR
- いいなり制服リフレ 僕のことを大嫌いな学級委員長が制服リフレで働いていたので、オプション全のせ本指名で立場逆転リベンジ!本番強要SEXでイカせまくってやったZE!!（1月11日、SODクリエイト）
- だれとでも定額挿れ放題!VR 月々定額料金さえ支払えば、校内の女子生徒や女教師でも誰でも挿れ放題! 都市伝説では聞いた事あったんです。そういうシステムが導入されてる学校があるって…。でも、まさかうちの学校に導入されるなんて!!『定額挿れ放題』まさに夢のシステムです!!月々定額料金さえ生徒会に支払えば、校内の女性であれば、あのとびきり可愛い生徒とも、あの超美人の先生とも、誰にでも挿れ放題!!うちの学校なら授業中だろうが、いつでも誰とでもヤリ放題!!（3月9日、Hunter）
- 酔いつぶし痴漢 カラオケBOXでイチャつく制服カップルを泥酔させて清楚な彼女を犯りまくれ!（4月9日、ナチュラルハイ）
- 新人メイドのエロ可愛さに欲情してイタズラ三昧!!（4月9日、CASANOVA）
- オナニー動画を送りつけ合っていた教師と女子生徒はじめての放課後ラブホ中出し（4月13日、本中）
- ムリだ… 全然我慢デキない。視界を釘付けにするオナニー誘惑が兄のボクを完全にダメにしている。斎藤まりな（5月31日、KMPVR-彩-）
- 教え子2人に告白されてしまった僕（教師）VR 「先生はどっちの事が好きなの?」 選べない僕は2人と溺れるようにセックスしてしまいました。蓮見天 斎藤まりな（6月4日、アタッカーズ）
- 連れ子姉妹 百瀬あすか 斎藤まりな（7月26日、TMA）
- 女子校生のお尻を愛撫し続ける桃尻イカセVR（12月14日、KMPVR）
- 机の下から女子校生にイタズラするVR（12月16日、KMPVR）

- 女子校生顔騎JOI（1月13日、KMPVR）
- J●乳首開発VR（7月15日、KMPVR）

### 動画配信
- マリナ（3月1日、素人ホイホイZ）
- ますも（3月1日、素人ホイホイpower）
- 《3大特典付き》【電車痴漢】★5億点の超正統派美少女が車内で叫びながら潮をブチまける壮絶痴漢★トイレでバイブとチ○コでイキまくり（3月12日、ゆず故障）
- まり（仮名）（3月15日、高揚）
- マリナ（3月26日、港区女子）
- 【危険度MAX!2本のチ○ポを亡き者にするスーパー絶倫美少女】透明感のある白肌!プリプリ美尻!ちょうど良い大きさの美乳!超抜けるヤツが来たっ!無類のオモチャ好き!ローター&電マをオマ○コ直当て!ダム決壊!ひわい水を大量放出!腰をグワングワンうねらせる凄テク騎乗位で1人目を中出しTKO!2人目と透け透け制服姿で熱気満々の超HARDセックス!強烈なアクメを何度も繰り返すもピストンは止めない快楽地獄!撮影終了後もチ○ポしゃぶり続けるド淫乱オンナ!!See through Uniform【なまハメT☆kTok Report.15】（4月3日、プレステージプレミアム）
- g643 斎藤満里奈（4月7日、GIRL's BLUE）
- まりなちゃん 2（4月16日、俺の素人-Z-）
- 【未来の女子アナ候補!】でも、実は男を食い散らかすヤリマンビッチな超肉食系JDとハメ撮り! 手マンでも電マでも潮を吹きまくるゆるマ●コで濡れそぼる!! 中出し & 顔射の2連続濃厚性交!!! 【しろうとハメ撮り＃まりな＃21歳＃ミスコングランプリの激カワ大学生】（5月5日、MOON FORCE）
- イマドキ女子の円交(パパ活)事情! まりな（5月11日、しろうとあぁん!）
- 無垢な制服女子を緊縛し●●SEXでイカせろ! ＃満里奈＃18歳（5月25日、J●調査隊 teamK）
- 愛嬌バツグンな清楚系ポニテJ○! 気持ちぃ事によわよわ♪ 攻められた途端に漏れ出ちゃう甘々あんあんボイスは必聴モノ!! おじさんとのエッチに幸せを見出すいじらしい娘っ子に2連発発射ァ! 【まりなちゃん(彼女)とおじさん(彼氏)の特別な一日】（6月6日、しろうとまんまん）
- 百戦錬磨のナンパ師のヤリ部屋で、連れ込みSEX隠し撮り 208 清楚な黒髪美少女のオマ●コは想像以上に敏感で…半べそかいたように喘ぎ散らして良反応を連発! 絶頂に次ぐ絶頂を隠しカメラで余すところなく盗撮!! まりな 21歳 学生（6月15日、ナンパTV）
- まりな（7月17日、おっぱいちゃん）
- 「気持いいいよぉ～」連発! 本気度120%の連発アクメJD（7月26日、E★ナンパDX）
- 【ピーカン!! 美少女3人!! 全員清純系ビッチ!! 大乱交“6P”スペシャル!!】まさに酒池肉林!! 美少女×3人!! 全員ド淫乱ドビッチという奇跡の3性豪が晴天の下に集結でお祭り騒ぎ!! 長身スレンダーで美脚でビンカン美乳という奇跡の美少女が…夏の太陽の下で大乱れ連続生チン挿入 & 中出し!! 男優のセフレ ヤリサーSP（7月30日、プレステージプレミアム）
- スーパードキュメント屋台ファック ～おでん屋編～ 斎藤まりな（10月26日、プレイエンターテイメント）
- まりな（11月5日、G-AREA）
- 【個人撮影】ぽってりした唇が可愛いゆるふわ彼女!! ぷりっぷりのお尻と舐め回したい美脚に股間が熱くなるッ! 可愛いだけとあなどるなかれ、性欲爆発しちゃう激エロまりなちゃんでした♪ 【彼氏に極秘オファーして買い取ったリアル性交映像】カップルY●uTuberの箱根デートVlog→濃厚ハメ撮りSEX!!! #003 まりなちゃん 23歳 広告会社勤務の社会人1年目（11月12日、VLog Diary）
- ルックス最上位5兆点満点の美女 & 長身スレンダー神ボディ!! ブシャ濡れ搾精ま○こ!!（11月19日、インディ）
- 【配信専用】絶対主観!! もはや精子が枯渇寸前! 超気持ちイイッ!! 乳首舐め手コキ #6（12月9日、DOC）
- ラグジュTV 1496 長谷川すみれ 26歳 美容クリニック経営者 「激しく責められたい…」 麗しき美容クリニック経営者が登場! モデルのようなプロポーションと強いM気質をカメラに晒し、非日常のセックスに喘ぎ乱れる!（12月15日、ラグジュTV）

- ボク、精子が凄い飛ぶんでちょっとだけ見て行きませんか? (2)（5月20日、パラダイステレビ）
- 【某アイドル形スレンダー女子】クリバイブで大量潮吹き! 喉奥イラマで涙を流す! ドM敏感娘に無許可でゴム無し中出しSEX! 斉藤まりな（6月22日、NAGOYAか円光）

## 出演

### ラジオ
- とにかく明るい安村のとにかく丸裸!（2020年10月31日,11月7日、文化放送）[4]

## 書籍・出版

### デジタル写真集
- 心のままに【グラビア写真集】 斎藤まりな（2022年1月21日、プレステージ出版、撮影：C:TAKERU）
- 心のままに【ヌード写真集】 斎藤まりな（2022年1月21日、プレステージ出版、撮影：C:TAKERU）- 特典映像が付属。また、FANZAとMGSブックスで、各々異なる特別カットを収録。

### 雑誌
- 月刊FANZA 2020年12月号（ジーオーティー） - インタビュー「HATSUMONO!」
- 月刊ソフト・オン・デマンド 12月号 VOL.15（ソフト・オン・デマンド） - インタビュー「斎藤まりなインタビュー」
- 月刊ソフト・オン・デマンド 4月号 VOL.19（ソフト・オン・デマンド） - グラビア
- 月刊ソフト・オン・デマンド 6月号増刊 SOD青春制服コレクション Vol.1（ソフト・オン・デマンド） - グラビア

### 新聞
- サンケイスポーツ（2020年10月28日） - インタビュー「私のAV」[5]
- 東京スポーツ（2020年12月4日） - インタビュー「人気AV女優の素顔と私生活」[6]